# أبكسة
أبكسة (الاسم العلمي Abax) جنس من الخنافس تضم حوالي 100 نوع، هي حشرة دجوية قانصة ودامنة من فصيلة العبقوسيات ورتبة غمديات الأجنحة. أعطانها معظم مناطق البلاد المعتدلة من الشرق الأدنى وأوروبا. جسمها متوسط القد يطول من 18 إلى 22 مم. لونها أسود لامع. رأسها معتدل الطول والعرض.